# 라이프 (만화)
라이프(ライフ)는 스에노부 게이코의 만화이자 이를 원작으로 한 텔레비전 드라마이다. 2007년 6월 30일부터 9월 15일까지 후지 TV를 비롯한, 간사이 TV(이하 KTV - 긴키 광역권), 도카이 TV(이하 THK - 주쿄 광역권), TV 니시닛폰(이하 TNC) 등 26개 FNN 지역 민방 네트워크를 통해서 전국적으로 일제히 송출되었다.
이 드라마는 큰 반향을 불러 일으켜, 방송된 후지 TV에는 방송 개시 직후부터 30대 이상을 중심으로 2000건이 넘는 항의나 비판이 쏟아졌다. 내용은 '왕따를 조장한다', '어린이가 보는 것은 부적절하다'라는 의견이 많았다. 한편, 주요 등장 인물과 연령대가 비슷한 젊은 세대를 중심으로, '주인공에게 용기를 얻었다', '(방송을 보고) 자신이 얼마나 잘못했는지 느끼고 반성했다' 등의 의견도 다수 몰려왔다. 학교 폭력 등 모방 위험의 우려가 많기 때문에, ‘부모가 자녀에게 보여주고 싶지 않은 프로그램’ 제8위 (2007년도 '어린이와 미디어에 관한 의식 조사' 일본 PTA 전국 협의회 주최) 순위에 올랐다.
2분 정도의 니시다테 고등학교의 학교 생활을 중심으로 한 미니 드라마《스쿨라이프》(소노다를 주역으로 이시이와 엔도, 미도리, 리에 등의 서브 캐릭터 중심의 스핀 오프 드라마)가 휴대 전화 공식 사이트에서 공개되고있다.

## 개요
같은반 친구들에게서 혹독한 집단 따돌림을 당하면서도 진정한 친구를 만나 그것에 맞서 싸우는 여고생 시이바 아유무와, 따돌리는 집단의 중심에서 서서히 인간 관계를 파괴해 가는 여고생 안자이 마나미를 축으로, 집단 따돌림이라는 행동의 본질과 문제점을 그리면서 그 행동 뒤에 숨은 인간 실체를 그린다.

### 캐치카피
- 벼랑 끝에 몰린 인간은 강하게 살아갈 수 밖에 없어. 나는 지지 않아.
- 너도 친구의 탈을 쓴 악마였니?
- 나는 지지않아.
- 정답은 몰라. 하지만 난 정했어. 나답게 살아갈 것을, 그리고 이지메에 맞서 싸울 것을. 나는, 지지 않아.

## 이야기
시이바 아유무는 고교수험에서 자신만 니시다테 고교에 합격한 것 때문에 절친 시노즈카 유코에게서 절교 통보를 받는다. 친한 친구를 자살 미수로 몰아넣었다는 죄책감에 내성적인 성격으로 변해버린다.
그런 아유무에게 먼저 다가와 말을 걸어 준 사람이 안자이 마나미였다. 아유무는 마나미와 영원한 우정을 약속하는 한편, 하토리 미키를 동경하고 있었다. 그러던 중 마나미는 남자친구 사코 카츠미에게서 이별을 통보받은 쇼크로 기찻길 건널목에 뛰어들어 자살하려 한다. 마나미를 아슬아슬하게 구한 아유무는 친구를 위해 사코의 집으로 향하지만, 거기에서 사코의 이상한 버릇을 알고 혼자 고민하게 된다.
갑자기 아유무는 집단 따돌림의 표적이 되어, 영원히 친구하자고 했던 마나미에게서 따돌림 및 폭행을 당하게 된다. 예전에 마나미파의 집단 따돌림 표적이었던 히로세 린코가 자신을 무시한 아유무에게 원한을 품고, 아유무가 사코의 집에 들어가는 것을 휴대폰으로 녹화해서 마나미파에 보여주며, "아유무가 사코를 안으려고 했었어"라며 마나미를 오해시킨 것이 원인이었다.
교과서에 낙서, 책상에 접착제 뿌려놓기, 도시락과 교과서를 몽땅 갖다버리고, 쓰레기 폐기장에 감금, 화장실에서 물 뿌리기, 칠판에 음담패설을 적어놓고, 머리에 스프레이 분사 등 집단 따돌림은 점점 더 심해져 간다. 게다가 히로세의 거짓말을 반 친구들은 철석같이 믿어 의심치 않았고, 누구 하나 아유무 편을 들어주는 사람은 없을 거라 생각됐다.
참지 못하고 학교를 뛰쳐나온 아유무는 전철 선로로 뛰어들어 자살하려 했지만, 때마침 아유무를 목격한 미키에 의해 결국 아유무는 자살 할 수가 없었다. 그 후 미키는 따돌림의 실태를 이야기한 아유무의 편이 되어주겠다는 약속을 한다. 아유무에게 있어서 유일한 아군이 등장한 것이다. 강한 버팀목을 얻은 아유무는 따돌림에 직면할 것을 다짐한다. 그 후로 사코의 방해도 포함되어 따돌림이 계속 확대되는 중, 예전에 따돌림을 당한 경험이 있는 같은반 소노다 유키도 아유무의 아군이 된다. 마나미파에 둘러싸여 폭행을 당하러 끌려가던 아유무를 멈춰 세우고, "너무 심한거 아니야?"라며 아유무를 구해주었다.
한편, 아유무가 쉽게 굴복하지 않는 것을 참을 수 없었던 마나미는 평소 알고 지내던 불량배 아키라에게 아유무를 처리해 달라고 부탁하지만 소노다의 방해로 작전 실패. 표면상으로는 아키라가 주범인 방화사건으로 보도된 사건의 진상을 알아버린 히로세는 마나미에게 협박 당하지만, 다른 마나미파 멤버들은 신경도 안 쓰고 있었다. 그 후, 마나미의 따돌림이 다시 자신에게로 향하는 것이 두려웠던 히로세가 학교 옥상에서 뛰어내려 자살을 도모한 것을 계기로 상황은 급변했다.
반 친구들은 그 사건의 진범이 마나미라고 의심하기 시작, 서서히 마나미에게서 떨어져 간다. 그러나 마나미는 전혀 신경쓰지 않고, 히로세를 아유무 따돌림의 주범으로 몰아세운다. 진실을 알고 공개하려는 부담임 히라오카 마사코를 현의회 의원인 아버지 다이지로의 힘을 이용해 해고시키는 등 여기저기에 손을 써 진실을 숨기려고 하지만, 그런 행동은 같은 반 친구들로부터의 마나미에 대한 증오를 쌓이게 할 뿐이었다.
그러던 중 마나미는 담임 도다 와카에가 자신과 헤어진 사코와 사귀고 있다는 사실을 알게되고, 그것을 빌미로 그녀를 협박해 중간고사에서 아유무에게 커닝페이퍼로 누명을 씌우도록 한다. 그러나 커닝 위장은 바로 남학생 이시이 지스케에게 발각되어 실패로 돌아간다. 마나미는 같은 반 친구들에게서 지금까지의 사건의 흑막이라고 규탄 받는다. 참을 수 없이 교실에서 도망쳐나온 마나미는 결국 안뜰에서 붙잡히고 말았다. 이시이가 "무릎 꿇고 사과해!"라고 말한 것을 발단으로, 온 학교 학생들에게서 무릎 꿇으라는 협박을 듣게 되고, 다음 날부터는 마나미의 집단 따돌림이 시작된다.
괴롭힘을 당해도 태도를 바꾸지 않는 마나미였지만, 사코의 발광(發狂)과 반에서 유일하게 아군이었던 미도리의 배반 등이 겹치고, 며칠 후 아유무의 한마디로 지금까지의 일을 반성하게 된다.
그리고 그 다음 날, 아유무는 미키, 소노다, 마나미와 함께 집단 따돌림에 찬성하는 반 친구들에 맞서 싸울 것을 다짐한다.

## 등장인물·캐스팅

### 주요인물
- 시이바 아유무 - 기타노 기이

애칭은 '아유무'. 착하고 배려심이 깊은 소녀. 중학교 때 자신만 니시다테 고교에 합격한 것 때문에 절친 유코에게서 절교 통보를 받는다. 유코를 자살미수로까지 내몬 것이 트라우마가 되었다. 고교 입학 후에도 복잡한 인간 관계 속에서 여러 인물들과 뒤섞여 관계가 악화되고, 집단 따돌림 표적이 되어 정신적으로 궁지에 몰리고 있다. 그러나 자신에게 닥친 따돌림과 직면하고 또 미키, 소노다와 참된 우정을 만들면서, 그 전의 약했던 자신에서 점점 강하게 성장해 간다.
원작에서는 리스트컷 증후군이 있는 설정이었지만, 드라마에서 이 설정은 일체 등장하지 않는다.
- 안자이 마나미 - 후쿠다 사키

1인칭은 '마나'. 아버지 다이지로가 현의회 의원 겸 회사 사장으로 유복하게 자랐다. 그러나 사실은 집안에서도 고독한 존재. 속으로는 늘 고독감, 외로움을 느끼고 있어 누군가가 세세하게 신경써주길 간절히 바란다. 그러나 그 바람을 조금이라도 마음에 들지 않는 사람에게 집단 따돌림의 타겟으로 삼는 것으로 해소한다. 친구였던 아유무에 대해 사코를 안으려 했다는 오해에서 시작되어 아유무의 집단 따돌림을 주도했고, 여러 가지 비열한 수단을 이용해 아유무를 궁지에 몰아넣으려 한다. 한편, '친구'가 되기 위해 자신에게 접근한 인간들을 자신의 '말'로 이용하는 등 스스로 인간 관계를 파괴해 가는 사태를 초래한다.
- 사코 카츠미 - 호소다 요시히코

마나미의 남자친구. 아유무네 옆 반인 1학년 3반. 아버지에게 얻어 맞으며 자라왔고, 아버지 회사 때문에 마나미와 교제하도록 강요되어 왔다. 친구들 사이에는 전교1등 우등생이지만 다른 사람 몰래 BDSM사진을 모으고 있다. 하지만 아유무의 엄마 후미코가 아버지 회사에 고함을 치며 들어가면서 그의 취미가 알려지고, 더욱이 도다와 사귀고 있던 것을 마나미에게 들킨다. 결국은 회사가 도산한 아버지의 분풀이 폭력에 대항해 아버지를 찌르고 도주, 이 때문에 정신이상이 생긴다. 그 후 도망 중에 재회한 도다에게 당신을 이용하기 위해 사귀었던 것 뿐이라 진실을 고하고, 그 다음날 아유무네 반 교실에 나타나 "마나미 때문에 인생이 엉망진창이 됐어"라며 마나미를 죽이려 한다. 하지만, 소노다에게 막혀 경찰에 체포되었다. 에필로그 장면에서는 정신병원에 입원해 있는 묘사가 있다.
- 소노다 유키 - 호조 다카히로

조용조용하고 매우 근면한 성격. 반에서는 아유무와 함께 원예위원을 역임하고 있다. 아키라의 괴롭힘에 등교거부, 1년 유급한 과거가 있다. 처음에는 마음의 문을 닫고 있었지만, 후에 아유무가 미키를 지키기 위해 스스로 괴롭힘을 당하기로 한 것을 만류하게 된 것을 계기로 아유무의 아군이 되었고, 미키를 포함 세 사람이 집단 따돌림에 맞서 싸운다.
드라마에서는 아유무와 미키 이외의 교우 관계는 전혀 없지만, 만화 원작에서는 주요 인물을 제외한 같은반 학생 (이시이, 엔도, 미도리, 리에 등)들과 사이가 좋은 묘사도 있다.
- 하토리 미키 - 세키 메구미

아유무의 친구로 아유무가 동경하는 사람. 다른 사람 시선은 신경 쓰지 않고, 혼자서 자신이 하고 싶은 것을 묵묵히 해나가고 있다. 경제적으로 어렵기 때문에 아르바이트로 생계를 유지하는 한편, 학교 성적도 항상 톱인 노력가. 따돌림에 대해 아유무에게 항상 조언과 격려를 아끼지 않는 정신적 지주가 되고, 소노다와 함께 왕따에 직면하는 친구가 된다. 자신도 아유무의 영향으로 변해 간다.
- 히로세 린코 - 호시이 나나세

애칭은 '히로'. 극 초반에 패션 잡지에 실린 히로세를 시기한 마나미에 의해 파에서 처음으로 집단 따돌림의 표적이 되고, 이 때 마나미 때문에 자신을 무시한 아유무에 증오를 품는다. 그 후 아유무가 사코의 집에 들어가는 모습을 휴대전화로 녹화해 마나미파에 보여줌으로 신뢰를 되찾고 마나미파의 일원으로 복귀한다. 그 후 그룹 속에서도 아유무 집단 따돌림의 중심적 역할이지만, 우연히 마나미와 아키라가 짜고 아유무를 곤경에 빠뜨리려 했다는 통화 내용을 듣고는 마나미와 연을 끊고 싶다고 생각한다. 그 사실을 마나미에게 들켜 집단 따돌림이 다시 자신에게로 향할 것을 두려워하던 히로세는 투신 자살을 도모했지만 다리 골절상만 입으며 목숨을 건졌다. 나중에 아유무와 화해하지만 마나미의 협박으로, 여름 방학식 날 학교 강당에서 "제가 아유무 왕따의 주범입니다."라고 허위 고백을 하고만다.
원작의 히로세 가즈카와 같은 캐릭터이지만, 이름과 성격이 바뀌어 극에 크게 관련되는 인물로 등장한다.
- 노부카와 미사 - 나카무라 시즈카

그룹 안에서도 리에와는 서로 신뢰하는 친구. 리에만큼 자신의 지위를 올리기 위해 마나미파에 들어갔지만, 아버지를 이용해서까지 아유무를 궁지에 몰아넣는 등 서서히 도를 넘어서는 마나미의 비열한 행동에 치를 떤다. 그 본심을 실수로 마나미에게 털어놓고, 다음 표적은 자신일 거란 확신에 전학을 가버린다.
원작의 이와모토 사키 역의 캐릭터.
- 이와모토 미도리 - 스에나가 하루카

드라마 오리지널 캐릭터.
마나미파의 일원으로 가장 충실하게 마나미를 떠받들었다. 말 끝마다 "~아니거든"이라는 거친 말을 자주 하고, 서로 못 잡아 먹어 안달인 '이시이'와 치고받고 싸울만큼 고집이 세다. 중학생 때 누명을 쓴 자신을 구해준 마나미를 무한 신뢰하고 있고, 나중에 그룹 멤버나 아군이었던 학생들이 잇따라 마나미를 떠나 집단 따돌림을 가할 때에도 유일하게 곁에서 마나미를 감쌌다. 그러나 우연히 듣게 된 아유무와 마나미의 대화에, 여태 자신이 마나미에게 이용당했다는 것을 알고 마나미를 떠나 새 그룹의 리더적 존재가 된다.
- 우다 리에 - 나츠메 스즈

드라마 오리지널 캐릭터.
자신의 지위를 올리기 위해 마나미파에 들어가지만, 히로세의 자살미수로 인해 마나미의 입지가 불리해진다고 확신, 친구 미사와 그룹 탈퇴를 노렸다. 그러나 마나미의 분노를 산 미사가 도망치듯 전학을 가버려 계획은 무산된다. 그 후 마나미파에 몸담으면서도 호시탐탐 그룹을 빠져나올 생각을 가지고, 커닝 누명 사건 후 마나미를 떠나 새 그룹의 중심이 된다.
- 사토 레이나 - 히라노 사야카

드라마 오리지널 캐릭터.
안경, 양갈래 이미지의 여학생으로, 언제나 유키노와 둘이 행동하고 있었다. 마나미를 동경해서 아유무 집단 따돌림에는 마나미의 아군이었지만, 히로세의 자살 미수로 인해 반 내에서 마나미의 입지가 불리해지자 손바닥 뒤집듯 철저히 마나미를 궁지에 몰아 넣으려 한다. 최종적으로는 유키노를 떠나 리에와 새 그룹을 결성하고, 마나미 집단 따돌림의 주된 실행역이 된다.

### 1학년 2반
자주 집단 따돌림의 표적이 변하는 반에서 항상 괴롭히는 쪽에 붙어 왕따에 가담하는 학생들. 특히 마나미의 집단 따돌림에는 가도쿠라 유키노와 아유무, 미키, 소노다를 제외한 전원이 가담하고 있다.
- 이시이 지스케 - 나카무라 토모야

드라마 오리지널 캐릭터.
아유무와 같은 반으로, 언제나 엔도와 함께 있는 평범한 남학생. 처음부터 마나미를 싫어하고 있었지만, 아유무 집단 따돌림을 즐기고 있었다. 그러나 소노다가 아유무를 만류했을 때부터 확대되는 집단 따돌림에 대해 '너무 심한 거 아닐까?'란 생각을 하기 시작하고, 마나미파에 대항하게 된다. 히로세 자살 미수를 계기로 마나미를 대신해 반을 주도한다. 아유무, 히로세 집단 따돌림에 대해 자신이나 남학생들이 추궁 받는 것을 두려워하고 있어, 커닝 누명 사건을 간파해 마나미를 궁지로 몰아 넣는다.
원작에서는 소노다와 사이가 좋은 것으로 묘사됐다.
엔도 고이치 - 야마다 겐타
드라마 오리지널 캐릭터.
항상 이시이와 함께 행동하는 남학생.
가도쿠라 유키노 - 우에무라 지카
드라마 오리지널 캐릭터.
안경, 커트머리 이미지의 여학생으로, 언제나 레이나와 함께 행동하고 있었다. 부담임 히라오카에게 아유무나 히로세의 집단 따돌림을 고백하거나, 커닝 누명 사건 때 담임 도다에게 "선생님도 가해자입니다!"라고 외치는 등 규탄에 힘쓰지만, 집단 따돌림의 표적이 마나미가 된 것 외에 변한 것은 없었다. 유일하게(아유무, 미키, 소노다 제외) 집단 따돌림에 가담하지 않은 학생이다.
- 에다모토 신야 - 아라이 류헤이
- 호즈미 도모야스 - 하나오카 유우
- 다치바나 다케오 - 이이쿠라 나오토
- 니시오카 나오야 - 오노 츠바사
- 스즈키 아키토 - 구보 나오키
- 요시다 준페이 - 와타나베 다이키
- 네기시 미호 - 호리사와 가즈미
- 데라시마 사토미 - 사이토 마나미
- 구도 사토미 - 사카모토 리온
- 지바 가미 - 스즈키 리노
- 마미야 도모에 - 나카벳부 아오이
- 노무라 미사키 - 이케다 미사키
- 아베 유카리 - 니시다 나츠미

### 니시다테 고교 직원
- 도다 와카에 - 세토 아사카 (우정 출연)

1학년 2반 담임. 영어 담당. 학생들끼리의 문제에는 관여하지 않는 '샐러리맨 교사'이며, 자신과는 대조적으로 학생에 대해 열심인 부담임 히라오카를 귀찮아한다. 아버지에게 폭행을 당한다는 사코의 상담을 계기로 그와 사귀기 시작하지만, 후에 사코와 만나는 것을 마나미에게 들키고, 협박으로 아유무에게 커닝 누명을 씌운다. 그 후 아버지를 찌르고 도망치던 사코와 재회하지만, 경찰에 자수하도록 권했을 때 사코의 말에서 지금까지 자신이 이용당하고 있었다는 것을 알게 된다. 최종적으로 이것을 계기로 현실에 눈을 뜨게 되고, 아유무에 커닝의 누명을 씌운 것을 고백하고 지금까지의 자신의 행동을 사죄한다.
- 히라오카 마사코 - 사카이 미키

1학년 2반의 부담임. 고전 담당. 원래는 회사원이었지만 교사가 되고 싶다는 꿈을 포기하지 못하고 채용시험에 합격, 니시다테고교에 왔다. 부패한 니시고교 교사들 중에 유일하게 학생들을 진심으로 생각하는 교사로, 집단 따돌림 문제 해결에 혼자 고군분투했다. 그러나 진실을 알고 싶다는 정의감 때문에 도다를 비롯한 니시고교 교사들의 미움을 받고, 결국은 집단 따돌림의 진상이 알려지는 것을 두려워한 마나미의 음모로 해고 된다. 그 때 백방으로 노력했지만 도와줄 수 없었던 아유무에게 "널 지켜주지 못해 미안해"라고 사죄의 뜻을 밝히고, 마나미에게는 "넌 언젠가 외톨이가 될거야"라는 말을 남기고 학교를 떠난다. 그 후에는 다른 고등학교에서 교사를 이어가고, 여기에서도 '왕따'에 대해 깊이 생각하도록 학생들에게 호소하고 있다.
- 이와키 마사미 - 야지마 겐이치

니시고교 1학년 학년주임. 융통성 따윈 없는 앞뒤가 꽉 막힌 성격.
- 다자키 요 - 니카이도 사토시

니시고교 1학년 3반 담임.수학 담당. 마나미나 도다를 일방적으로 비난하는 이와키에게 의문을 가지고, '이대로는 안된다'는 생각을 가진다.

### 주요인물의 가족
- 시이바 후미코 - 마야 미키

아유무의 모친. 아유무가 니시고교 수험을 친다고 했을 땐 어려울 거라며 아유무를 무시했지만, 합격 후 아유무가 니시고에 다니는 것을 이웃들에게 자랑하는 전형적인 '교육에 극성인 어머니'로, 아유무와의 관계는 진작에 붕괴되었다. 그러나 납치·감금 사건을 계기로 아유무가 처한 상황을 알게되고, 어머니로서 딸을 지키면서 아유무와의 관계를 재구축해 간다. 남편은 단신 부임중으로 아유무, 마코토와 함께 남편 회사의 사택에서 생활하고 있다.
- 안자이 다이지로 - 오노 다케히코

마나미의 부친. 현의회 의원 겸 회사 사장으로 아유무가 사는 지역에 절대적인 권력을 소유하고 있다. 딸 마나미를 무척이나 아끼는 나머지 딸을 위해 아유무, 미키의 퇴학 소동을 일으키거나 도시카츠 회사를 도산시키는 등 피도 눈물도 없는 캐릭터.
- 사코 도시카츠 - 가츠무라 마사노부

사코 카츠미의 부친. 건설회사 사장. 후미코와는 고교 동창이다. 평소에 카츠미에게 과잉 체벌을 가하고, 그 결과로 카츠미가 정신이상이 생기게 만들지만 전혀 알지 못하고 있다. 나중에 아유무가 카츠미에게 당한 협박을 알게 된 후미코가 고함치며 찾아 간 자신의 사무실에서 아들의 저질 버릇을 알게 된다. 후미코 앞에서는 냉정한 척 했지만 그 일로 다시 카츠미에게 폭력을 휘두르고, 이 사건을 돈으로 무마하려 했지만 이미 후미코와는 관계는 붕괴. 그 후 다이지로의 힘으로 회사는 도산, 그 분풀이로 아들에 휘두른 폭력이 보복으로 다가온다.
- 시이바 마코토 - 호소이 마사타카

드라마 오리지널 캐릭터.
아유무의 남동생. 톱을 놓치지 않는 성적에, 성격까지 명랑해 후미코의 또 하나의 자랑이다.

### 그 외
- 시노즈카 유코 - 오사와 아카네

중학교 때 아유무의 절친으로, 아유무에게서는 '시-짱'이라고 불렸다. 사코와 같은 학원을 다녔다. 아유무와 니시고교 수험에 열을 올리지만 자신이 공부를 가르친 아유무만 합격하자, 절교 선언 후 자살을 시도한다. 그 후 공립고교에 다니던 중 하교길에 친구 (마츠이 에리나)와 함께 탄 버스에서 아유무와 재회. 아유무와의 관계 개선의 조짐을 보이고 있다.
- 가노 아키라 - 야마네 가즈마

마나미의 중학교 선배, 불량배 그룹의 리더. 중학교 때 소노다 집단 따돌림의 주범격이었다. 마나미를 굉장히 좋아해서 마나미의 명령으로 동료들 (스에노 다쿠야, 미야타 다이조, 가네코 히로유키, 마키모토 류)과 함께 사코를 폭행하고, 그 후 아유무와 미키를 폐허에 감금·폭행 하려고 했지만 소노다의 방해로 실패, 체포된다. 마지막까지 마나미를 굳건히 믿었지만 마나미는 육체관계와 바꿔 그를 이용했을 뿐이다.

## 스태프
| - 프로듀서 - 나카노 도시유키 - 연출 - 다니무라 마사키, 가토 유스케, 엔도 미츠타카 - 각본 - 네즈 리카 - 음악 - 가이다 쇼고, 야마자키 히로카즈 - 주제가 - 나카시마 미카 「LIFE」 - 기술프로듀서 - 이노우에 하루히사 - 촬영 - 스즈키 도미오, 오카모토 세기 - 촬영 보조 - 시시도 유 - 영상 - 사쿠다 가즈야 - 음악 - 요시다 츠토무, 오하타 겐자부로, 아베 가쿠 - 조명 - 가지야마 다카히로 - 조명 보조 - 다나카 아야, 나카에 준페이, 오가 아키오 - 편집 - 후카자와 가후미 - VTR편집 - 이토 히로유키 - 편집 데스크 - 나토리 사토시 - MA - 하치야 히로 - 음악 프로듀서 - 시다 히로히데 - 음향효과 - 다니구치 히로키 - 미술 프로듀서 - 세키구치 야스유키 - 미술 프로듀서 보조 - 미야자키 가오루 - 디자인 - 츠보타 유키노 - 미술 진행 - 다케다 마사히로 - 대도구 - 아사미 다이 - 조작 - 와다 유키마사 - 건구 - 후나오카 히데아키 | - 장식 - 모모세 다카야, 이카미 세이지 - 특도구 - 야마모토 케이 - 의상 - 와타나베 준코, 아리야마 사츠키 - 메이크업 - 도야마 하야토, 미와타리 유우 - 시각효과 - 스가야 마모루 - 전식 - 시라토리 유이치 - 아크릴 장식 - 다케나카 다이고 - 식목 장식 - 고토 다카시 - 생화 장식 - 고야나기 유키에 - 푸드 코디네이터 - 스미카와 게이코 - CG 타이틀 - 고세키 가즈모토 - 편성 - 구마타니 츠요시 - 홍보 - 마사오카 다카코 - 홍보 선전 - 가와우에 고지, 가지 아야코 - 홈페이지 - 후시미 가오리 - 스틸 - 하마다 히로 - 스케줄 - 모리모토 가즈후미 - 제작 - 다무라 유타카 - 제작 주임 - 다자와 도시히코 - 제작 진행 - 미나카와 나기사, 요시오카 유카리 - 제작 데스크 - 시라하마 나미 - 기록 - 츠치야 마나미, 아카보시 모토코 - 연출 보조 - 엔도 미츠타카, 아오키 데츠야, 스미 게이타, 나카가와 미츠루, 아이자와 히데유키 - 프로듀서 보조 - 오기타 마유미, 세키야 유미 |

## 방송일·부제·시청률
| 각 화                                                   | 방송일    | 서브타이틀                                                                           | 각본      | 연출            | 시청률 |
| ------------------------------------------------------- | --------- | ------------------------------------------------------------------------------------ | --------- | --------------- | ------ |
| 제1화                                                   | 2007.6.30 | 집단 따돌림과의 싸움!! 충격의 화제작이 START!! 나는 지지않아                         | 네즈 리카 | 다니무라 마사키 | 11.0%  |
| 제2화                                                   | 2007.7.7  | 충격적인 전개!! 오늘밤 결국 집단 왕따의 표적이!? 궁지로 몰리는 아유무!               | 네즈 리카 | 다니무라 마사키 | 11.7%  |
| 제3화                                                   | 2007.7.14 | 절체절명 가속하는 왕따!! 밝아오는 희망의 빛!? 다시 궁지로 몰리는 아유무!!            | 네즈 리카 | 다니무라 마사키 | 10.9%  |
| 제4화                                                   | 2007.7.21 | 충격의 1부 최종회!! 왕따와 맞서겠다는 결심!! 반격 시작!? 나는 강하게 살아가고 싶어!! | 네즈 리카 | 다니무라 마사키 | 10.9%  |
| 제5화                                                   | 2007.8.4  | 대망의 2부 START!! 왕따에 반격&역습 시작인가!? 나는 절대 지지 않아                   | 네즈 리카 | 가토 유스케     | 10.0%  |
| 제6화                                                   | 2007.8.11 | 장절한 왕따!! 새로운 강적에게 이길 수 있을 것인가!? 충격의 음모와 배신이!!           | 네즈 리카 | 가토 유스케     | 11.7%  |
| 제7화                                                   | 2007.8.18 | 정체절명의 왕따를 넘은 범죄!! 비열한 강적과의 싸움!! 역전의 뒤를 잇는 역전의 결말!?  | 네즈 리카 | 엔도 미츠타카   | 9.4%   |
| 제8화                                                   | 2007.8.25 | 충격 전개!! 역전을 목표로 통쾌한 반격!? 손에 땀을 쥐게하는 대 파란!!                 | 네즈 리카 | 다니무라 마사키 | 12.4%  |
| 제9화                                                   | 2007.9.1  | 싸움은 새로운 무대로!! 역전을 쟁취하라!!늘어나는 아군!?                              | 네즈 리카 | 가토 유스케     | 14.2%  |
| 제10화                                                  | 2007.9.8  | 싸움의 행방은!? 결국 역전하는 관계!! 궁지로 몰리는 마나미!?                          | 네즈 리카 | 가토 유스케     | 14.2%  |
| 최종화                                                  | 2007.9.15 | 최종화 결국 오늘밤 마지막 대결!! 싸움의 충격적인 결말은!?                            | 네즈 리카 | 다니무라 마사키 | 17.4%  |
| 평균시청률 12.2% (시청률은 관동지방·비디오 리서치 조사) |           |                                                                                      |           |                 |        |

※최종화 시청률 17.4%는 2009년 9월 현재 심야 드라마 시청률 제3위(1위는 《겨울연가》), 간사이TV, 도카이TV, TV니시닛폰 등 지역 민방 네트워크에 한해서는 2위의 시청률이다.